# Mania (álbum de Menudo)
Mania es el decimoquinto álbum de la boy band Menudo y el primer álbum en portugués del grupo. Fue lanzado por la discográfica brasileña Som Livre en 1984. Consiste en una selección de temas provenientes de cuatro álbumes anteriores, originalmente lanzados en español y traducidos al idioma portugués, a saber: Quiero ser (1981), Por amor (1982), Una aventura llamada Menudo (1982) y A todo rock (1983).
El proyecto fue integrado por los miembros Ricky Meléndez, Charlie Massó, Ray Reyes, Roy Roselló y Robbi Rosa. Cabe destacar que este fue el último álbum en el que Ricky Meléndez participó como miembro de Menudo, cerrando una trayectoria de siete años junto al grupo. Fue el último miembro original en dejar la formación, cediendo su lugar posteriormente a Ricky Martin.
Desde el punto de vista comercial, Mania tuvo un desempeño notable, superando la marca de un millón y medio de copias vendidas en Brasil, convirtiéndose en su mejor desempeño en el país.

## Antecedentes y contexto
En 1983, el grupo Menudo firmó un contrato de seis años (para el lanzamiento de 12 LPs) con la discográfica RCA Records, un acuerdo multimillonario comparable al de artistas como Kenny Rogers y Diana Ross. La campaña detrás del primer álbum lanzado, Reaching Out (1984), en inglés, formó parte de un esfuerzo de la discográfica por expandir sus negocios más allá del sur de su frontera, incluyendo países como Brasil.
Con la buena recepción del álbum Reaching Out, la discográfica Som Livre decidió elaborar un álbum en portugués para ampliar el mercado del conjunto en el país. El quinteto Menudo llegó a Brasil en pleno auge del rock, que comenzaba a ganar espacio frente a ritmos tradicionales como el samba. Con radios y artistas adaptándose al género y eventos destacados como el Rock in Rio, el escenario era ideal para nuevas propuestas musicales.

## Producción y grabación
El álbum fue producido por Padosa America, bajo la dirección y producción de Edgardo Díaz, con producción ejecutiva en portugués de Carlos Colla. Los arreglos y dirección musical estuvieron a cargo de Alejandro Monroy y Carlos Villa. La grabación y mezcla se realizaron en el estudio Kirios, en Madrid, España, con el ingeniero de grabación Carlos M. Wensell. Las fotografías fueron tomadas por Rio Hernandez, y los equipos deportivos utilizados fueron cortesía de Playero, en Puerto Rico. Todo el trabajo fue mezclado en sistema digital.

## Repertorio
Caracterizado, en esencia, como un álbum de compilación, que reúne los principales éxitos grabados por el grupo en sus álbumes anteriores, Mania presenta un número diverso de pistas, entre las cuales destaca la canción más conocida en Brasil, titulada "Não se reprima".
La lista de canciones incluye diez temas que son versiones en portugués de composiciones originales en español, extraídas de cuatro álbumes del grupo. Del álbum Quiero ser (1981), se versionaron las canciones: "Quiero ser" ("Quero Ser"), "Súbete a mi moto" ("Sobe em Minha Moto") y "Rock en la TV" ("Rock na TV"). Del álbum Por amor (1982), se incluyeron "Dulces besos" ("Doces Beijos") y "Quiero rock" ("Quero Rock"). Por su parte, del álbum Una aventura llamada Menudo (1982), se adaptó "Cámbiale las pilas" ("Troque suas Pilhas"). Finalmente, del álbum A todo rock (1983), aparecen las canciones "Indianápolis", "Todo va bien" ("Tudo Vai Bem"), "Si tú no estás" ("Se tu Não Estás") y "No te reprimas" ("Não se Reprima").

## Recepción crítica
El álbum fue destacado en la sección de lanzamientos de la semana de la revista Manchete. El crítico lo consideró una "alegre broma" y concluyó diciendo: "consume quien quiere".

## Promoción
El 25 de julio de 1984, el grupo Menudo visitó Brasil para promocionar su trabajo, permaneciendo diez días en el país. Durante su estadía, se alojaron en el Caesar Park Hotel y participaron en diversos programas de televisión brasileños, aunque no realizaron presentaciones en vivo durante ese período. Entre sus apariciones destacaron participaciones en Cassino do Chacrinha, Globo de Ouro y Balão Mágico, de TV Globo, además de Viva a Noite (TVS), donde ingresaron en bicicleta en el segmento "Sonho Maluco". En Record, participaron en el Programa Raul Gil, en el segmento "Cartas e Cartazes", y en el Programa Barros de Alencar. En Band, participaron en el Programa J. Silvestre.
El éxito del grupo fue significativo, tanto que Silvio Santos adquirió un paquete de programas que el grupo presentaba en Puerto Rico, para ser transmitidos en el canal. Los programas llegaron a emitirse doblados en la emisora, pero, por recomendación del representante del grupo, si regresaban a la programación, debían ser subtitulados o con traducción simultánea. Na época, comentou-se que la doblaje fue considerada de mala calidad.
El 19 de octubre de 1984, la TV Globo emitió un programa titulado Menudo Especial, que presentó interpretaciones de los mayores éxitos del grupo, además de fragmentos del II Festival Internacional del Menudo, realizado en agosto de 1984 en Puerto Rico. La Band también produjo un especial de televisión sobre el grupo, reforzando su popularidad en el país. En noviembre, la TV Brasília comenzó la emisión de 26 episodios inéditos del programa del Menudo, cada uno con 30 minutos de duración.

## Sencillos
"No se reprima" fue lanzada como el primer sencillo del álbum, con la canción "Si tú no estás" como lado B. La canción es una versión de "No te reprimas", del álbum A todo rock, de 1983. En Brasil, se convirtió en un éxito, alcanzando el primer lugar durante dos semanas como la canción más reproducida en el país, según la Nelson Oliveira Pesquisa e Estudo de Mercado (Nopem). El grupo recibió un disco de diamante por las ventas del sencillo, que alcanzaron el millón de copias, y fue incluida en la lista de canciones de los primeros conciertos del grupo en el país, siendo la última en ser interpretada.
"Quiero ser" fue lanzada como el segundo sencillo, con "Besos dulces" como lado B. Es una versión en portugués de la canción "Quiero ser", del álbum homónimo lanzado en 1981. El sencillo alcanzó el número 1 en Brasil, y obtuvo un disco de diamante en Brasil.

## Desempeño comercial
Comercialmente, el álbum obtuvo un gran éxito, alcanzando el número 1 en la lista semanal de álbumes más vendidos en Brasil, auditada por Nopem. Al cierre de 1984, figuró en el quinto lugar entre los álbumes más vendidos del año.
Desde el punto de vista de las ventas, Mania marcó un desempeño excepcional, consolidándose como el más exitoso comercialmente de Menudo en Brasil y un hito de la etapa de apogeo de la banda. En agosto de 1984, ya era elegible para un disco de oro. En octubre, se habían vendido 300 mil copias del disco. Para abril de 1985, ya había vendido 1,2 millones de copias en el país. Las ventas totales superan los 1,5 millones de copias en territorio brasileño.

## Lista de canciones
| N.º | Título               | Performer      | Duración |  |
| 1.  | «Não Se Reprima»     | Charlie Massó  | 3:04     |  |
| 2.  | «Quero Ser»          | Ray Reyes      | 3:19     |  |
| 3.  | «Rock Na TV»         | Robby Rosa     | 2:45     |  |
| 4.  | «Sobe Em Minha Moto» | Ricky Meléndez | 3:36     |  |
| 5.  | «Tudo Vai Bem»       | Charlie Massó  | 3:09     |  |
| 6.  | «Doces Beijos»       | Robby Rosa     | 3:33     |  |
| 7.  | «Indianápolis»       | Charlie Massó  | 3:33     |  |
| 8.  | «Se Tu Não Estás»    | Robby Rosa     | 4:26     |  |
| 9.  | «Troque Suas Pilhas» | Ricky Meléndez | 3:30     |  |
| 10. | «Quero Rock»         | Robby Rosa     | 2:41     |  |

## Posicionamiento en listas

### Semanales
| Lista musical (1984) | Posición |
| -------------------- | -------- |
| Brasil (Nopem)       | 1        |

### Anuales
| Lista musical (1984) | Posición |
| -------------------- | -------- |
| Brasil (Nopem)       | 5        |

## Certificaciones y ventas
| Región | Certificación | Ventas    |
| ------ | ------------- | --------- |
| Brasil | Diamante      | 1,500,000 |